# Конвентуалци (монашески орден)
Орденът на конвентуалците (на латински: Ordo Fratrum Minorum Conventualium) е римокатолически монашески орден, клон на Францисканския орден, по-известен като Отци францисканци-конвентуалци, също Малки братя конвентуалци и Сиви монаси.

## История на Обществото
Орденът на Малките братя конвентуалци е сред 3-те ордена на папското право, които днес съставляват Францисканското семейство. От самото начало на създаването му от св. Франциск е братство, в което всички имат еднакви права и задължения.
През 1274 г., след смъртта на Генералния настоятел св. Бонавентура, между „братята на общността“ и „спиритуалните братя“ настъпва различна интерпретация на францисканския начин на живот, наследен от св. Франциск. В началото на XVI в. папа Лъв X с булата „Ite vos” разделя Ордена на Обсерванти, Конвентуалци и Капуцини. Всеки един Орден притежава собствен Генерален настоятел и собствена структура.
Днес Малките Братя Конвентуалци носят черно расо, а по време на служба – светлосиво. Обслужват базиликата „Св. Франциск“ и манастира „Сакро-Конвенто“ в Асизи. Важни центрове за теологични науки са Теологичния факултет „Св. Бонавентура“ в Рим и Теологичния институт „Св. Антони от Падуа“.
Към 1 януари 2011 г. орденът наброява 4197 монаси (17 епископа, 2907 свещеници и 13 постоянни дякони), 664 домове в 35 провинции, в 66 държави (7 африкански, 17 американски, 10 азиатски, 31 европейски и в Австралия).

## Българи-конвентуалци
Началото на присъствието на ордена в България е свързано с отец Йосиф Кривчев. От началото на 20-те години на ХХ век към конвентуалския манастир в цариградското предградие Бююк дере е открита семинария, специално предназначена за българи. По това време там се подготвят десетина деца, главно от павликянските села край Пловдив. През 1929 г. учебното заведение е закрито, а семинаристите са прехвърлени в Италия, където в следващите години пристигат новите кандидати на ордена. В навечерието на Втората световна война някои от първите българи конвентуалци се връщат в България и се включват активно в живота на църквата, но не в Софийско-Пловдивската епархия, а като енорийски свещеници в униатски села.
Отците Йосиф Кривчев, Петър Сарийски, Иван Гаджов и Недялко Романов са живеели в България между 1950 и 1990 г.
Повечето от тях служат в източнокатолическите енориите до 1964 г. Поради липса на свещеници, около 1964 г. те са назначени в латинските енории в Северна България. В периода 1977 – 1990 г. при тях се подготвя за свещеник Петко Христов, който през 1990 г. дава първите си обети в ордена, а вечните – на 15 декември 1993 г. На 18 октомври 1994 г. е избран за Никополски епархиен епископ – първият български епископ-конвентуалец. След 1990 г. в България се завръщат отците Максимилиян Балабански, Георги Арлашки, Симеон Луков и Георги Елдъров. Тяхното завръщане е свързано също с липса на свещеници.